# 轮班匠
轮班匠，明代官府手工业中服劳役的手工匠。
明初工匠分为：
1. 由外地调到京师的称“轮班”，籍隶各行省。每三年或一两年到京师服役三个月，轮班更替，属工部管辖，可免全家其他科差。
2. 派在本地服役的又有两种：籍隶京师的称“住坐”，每月服役十天，属内府内官监管理，留在本府杂造、织染等局服役的称“存留”。匠户世代承役，因不堪政府的压榨和剥削，逃亡很多。

成化二十一年（1485年）开始对轮班匠实行输銀兩代服役。嘉靖四十一年（1562年）普遍实行“匠班银”制，但匠户对政府的劳役义务仍旧存在。